# 1997 WS21
1997 WS21 är en asteroid i huvudbältet som upptäcktes den 30 november 1997 av den japanska astronomen Takao Kobayashi vid Ōizumi-observatoriet.
Asteroiden har en diameter på ungefär 2 kilometer.